# Lorenzo Bardelli
Lorenzo Bardelli (Monsummano, 30 giugno 1869 – Firenze, 11 ottobre 1942) è stato un oculista e politico italiano.
Si laurea in medicina all'università di Siena, dove viene nominato assistente della clinica oculistica locale. È stato professore ordinario di Clinica oculistica e preside della Facoltà di medicina e chirurgia della Università di Firenze. Ha fondato l'Istituto di terapia oculare e diretto il reparto oftalmico dell'ospedale di Firenze. Divenne noto per l'impegno nella ricostruzione dei visi dei soldati sfigurati durante la "Grande Guerra", grazie al contributo di uno scultore e di un odontotecnico.